# U-92,016-A
U-92,016-A je psihoaktivni lek i hemikalija koja se koristi u naučnim istraživanjima. On deluje kao potentan, visoko efikasan i selektivan agonist  receptora sa dugotrajnim dejstvom. Bilo je predloženo da on potencijalno može da služi kao anksiolitik ili antidepresiv.